# クライストロン

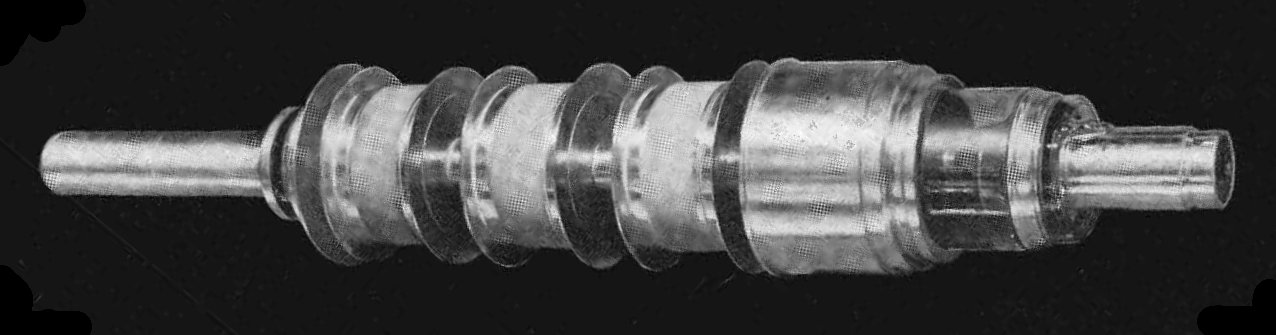
UHFテレビの送信機の電力増幅器として使用された5kWクライストロン管（1952年）

クライストロン（英：klystron）とは、マイクロ波用真空管の一種。マイクロ波の増幅に用いられる電子管である。速度変調管とも呼ばれる

## 概要
クライストロンという名称は、浜辺で "波が砕ける" という意味のギリシア語 klyzo からつけられた。
増幅・発振ともに可能な直進形クライストロン（two-cavity klystron）と発振専用の反射形クライストロン（reflex klystron）がある。通常のクライストロンでは、直流から高周波への変換効率は、60～70%あたりまでで、電子ビームの余剰運動エネルギーはコレクターで熱に変換される。
直進形クライストロンは、空洞共振器を複数個を直列につなぐ構造で複数の共振器の間で速度変調と密度変調を繰り返すことによってマイクロ波を発生させ、大きな出力を取り出せる。増幅器としては進行波管よりも周波数帯域幅が狭い。
反射型クライストロンは空洞共振器を単独で使い、一つの共振器を高周波電場の入力と出力として同時に用いて反射電極で電子を逆行させて共振によるマイクロ波を発生させる。

## 同軸線型速度変調発振管
クライストロンに先立ち、1935年にドイツのA. Arsenjewa HeilとOskar Heilによって速度変調の概念が考案され、同軸線型速度変調発振管（Coaxial-line velocity modulated oscillator valve）という発振管が開発された。
イギリスのスタンダード･テレホン･アンド･ケーブル（STC）社のマンチェスターとエディンバラ間の通信回線用装置の局部発振管として実用化された。反射型クライストロンとは異なり、ビームは直進してコレクターに入り、その間に二つの間隙を通過し、この二つの間隙が一つの空洞共振器に結合されて、反結合が行われ発振する。小型で動作電圧が比較的低電圧の割に出力が大きいが、集束磁界やビーム電圧による電子同調などの問題があり、反射型クライストロンの性能向上により使用されなくなった。

## ルンバトロン
高周波電圧を使用して電子を加速する時に閉じた空洞が共振器として旨く動作する事が判明してできた。

## 文献
- エドワード･ギンツトン『われら電子を加速せり』岩波書店、1999年6月2日。ISBN 9784000062237。
- 日本電子機械工業会 電子管史研究会 編『電子管の歴史 エレクトロニクスの生い立ち』オーム社、1987年11月25日。ISBN 9784274031687。
- 株式会社 桑原情報研究所『私たちの マイクロ波通信　50年（黎明編）』デジプロ、2004年3月30日。